# أدب إسماعيلي
الأدب الإسماعيلي فرع من فروع الأدب الإسلامي الذي يشير إلى مجمل الأعمال الأدبية التي كُتبت من قبل الإسماعيليون بكل فرقهم وطوائفهم عبر التاريخ، خصوصًا في العصور الوسطى، أي العصر الذهبي للإسلام. 

ألّفوا الإسماعيليون قدرًا هامًا نسبيًا من الأدب المتنوع باللغات العربية والفارسية وعدد من اللغات الهندية. وتضمّنت الداراسات جملة متنوعة من التخصصات والموضوعات الدينية في فترات مختلفة من تاريخهم الطويل. وتتوزع هذه النصوص المحفوظة في مجموعات عامة وخاصة من المخطوطات بين اليمن وسوريا وإيران وأفغانستان وطاجيكستان والهند والمناطق الشمالية من باكستان بصورة رئيسية، منها عدد قليل من الرسائل التاريخية والتراجمية من جنس السيرة، والمصنّفات الفقهية للقاضي النعمان والأعمال المفصّلة حول عقيدة الإمامة الشيعية المركزية، والرسائل الباطنية والميتافيزيقية المعقّدة التي بلغت ذروتها في نظام الحقائق في الفكر الاسماعيلي في العصور الوسطى بمفاهيمه في أدوار التاريخ الديني، وفي العلوم الكونية والآخروية وفي الخلاصيات.

## التاريخ

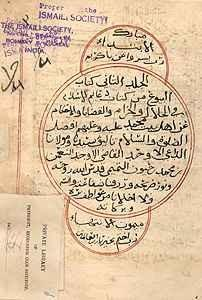
نسخة خطية من كتاب دعائم الإسلام لابن حيون المعروف أيضا بـ القاضي النعمان، نسخها حسين بن أحمد القاري سنة 1098 هـ/ 1686 م مخطوط رقم 34 في خزانة معهد الدراسات الإسماعيلية.

وفي أوائل القرن الثالث هـ/التاسع م بدأت تظهر موضوعات تتناول التأويل، أو التفسير الباطني والرمزي لآيات معينة من القرآن، إضافةٌ إلى أمور الحلال والحرام في الشريعة الإسلامية. وكان مؤلفون إسماعيليون من أمثال جعفر بن منصور اليمن والقاضي النعمان قد قدّموا مساهمات كبيرة إلى هذا التراث الأدبي. 

يتّصف الأدب الإسماعيلي بغناه أيضًا بالشعر الديني والتعبدي. إما جُلًّ الأدب الإسماعيلي فقد صُنِّف في العصر الفاطمي أساسًا على أيدي دعاة ومؤلفين كالرازي والسجستاني والكرماني والمؤيد الشيرازي، وكُتِب بالعربية. ناصر خسرو وحده كتب بالفارسية.

وقام دعاة الأراضي بلاد فارس، بدءًا بالنسفي والرازي، بصياغة تركيب جديد جمع بين العقل والوحي، حيث دمجوا إلهيات وعلم الكلام الإسماعيلية بتقاليد الأفلاطونية المحدثة وغيرها من الفلسفات. وهذا ما أدّى إلى ظهور تقليد فكري فريد عُرف في الإسماعيلية باسم اللاهوت الفلسفي. وظهر من الأجناس الأدبية كالأخرى الخاصة بالإسماعيلين ما يُعرف بأدب المجالس أو المحاضرات والمواعظ الذي كان داعي الدعاة يُعدّه من أجل تعليم الإسماعيليين حصريًا. وثمة فرعان هامان من العلوم الدينية الإسلامية، هما الحديث والتفسير تحديدًا، لم ينالا أية عناية ذات شأن في الأدب الإسماعيلي. إذ كان على الإسماعيليين، في هذين المجالين، اتّباع تعاليم أئمة زمانهم، الذين كانوا يقدمون أحاديث النبي وأحاديث الأئمة السابقين إلى جانب تفسيرهم للقرآن بطريق التأويل.

### نزارية
التراث الأدبي الإسماعيلي الفارسي يركّز على عقيدة الإمامة، له صلة بالإسماعيليين النزاريين في فارس وأفغانستان وآسيا الوسطى، أي خراسان الكبرى. وقد أنتج نزاريو هذه المناطق نصوصًا متنوعة من الأدب الإسماعيلي الفارسي إبان فترة ألموت (453 - 653 هـ/ 1090 - 1256 م) والفترات اللاحقة من تاريخهم، بدءًا بإعادة صياغة عقيدة التعليم على يد حسن الصبّاح. 

خلال القرون الأولى من فترة ما بعد ألموت في التاريخ النزاري، أصبح هذا الأدب المحدود نسبيًا يضمّ مصطلحات انبثَّت فيه مثل پير/شيخ ومُريد/تلميذ، المرتبطة بالصوفية. ويعود السبب في ذلك إلى الاتّحاد بين تعاليم النزاريين الفُرس وتلك التي للمتصوفة. ثم إن المؤلفين بالفارسية في فارس وأفغانستان وآسيا الوسطى، بدءًا بالنزاري القوهستاني، لجأوا إلى الشعر واستخدموه كثيرًا كـشِكل من أشكال التعبير الأدبي.

ومنذ منتصف القرن التاسع هـ/ الخامس عشر م بدأت بوادر نهضة أدبية، عُرفت بإحياء أنجدان، بالظهور في الأنشطة الأدبية للنزاريين الناطقين بالفارسية. وكان أبو إسحاق القوهستاني وخير خواه الهراتي من بيد روّاد عملية الإحياء هذه.

أما النزاريون السوريون فعالجوا مفصّلًا تقليدهم الأدبي الخاص مستخدمين اللغة العربية. وخلافًا لأخوتهم في الدين من الناطقين بالفارسية، فقد احتفظوا بالكثير من النصوص الإسماعيلة العربية من الفترة الفاطمية. وعمد نزاريو جنوب آسيا، أو الخوجة، إلى معالجة تقليدهم الديني الأهلي الستبانث، مستخدمين أيضآ المصطلحات الهندوسية واللغة الغجراتية وغيرها من اللغات الهندية، فطوّروا جنسًا أدبيًا مميزًا في صورة أشعار تعبّدية تشبه الترانيم عُرفت باسم الجنان. وجرى الاحتفاظ بأشعار الجنان كتابةٌ باستخدام الخط الخوجكي بصورة رئيسية.

### مستعلية
احتفظ الإسماعيليون المستعليون الطيبيون بعدد كبير من النصوص الإسماعيلية العربية من الفترة الفاطمية في اليمن والهند، إضافةً إلى إنتاجهم لأدب مهم خاص بهم باللغة العربية خلال الفترة اليمنية من تاريخهم. وتحتوي مكتبات البهرة الداووديين في بومباي وسورات في غجرات، مجموعات ضخمة من المخطوطات الإسماعيلية العربية، التي لا تزال بعيدة عمومًا عن متناول الباحثين. ولدى مكتبة معهد الدراسات الإسماعيلية في لندن مجموعات من المخطوطات العربية والفارسية إضافةٌ إلى مخطوطات الجنان تُعتبر الأضخم في الغرب، وهي في متناول الباحثين على المستوى العالمي. 